# Mers-les-Bains
 Mers-les-Bains  là một xã thuộc tỉnh Somme trong vùng Hauts-de-France miền bắc nước Pháp.

## Dân số
| 1962                                            | 1968 | 1975 | 1982 | 1990 | 1999 | 2006 |      |
| ----------------------------------------------- | ---- | ---- | ---- | ---- | ---- | ---- | ---- |
| 3834                                            | 4107 | 4628 | 3945 | 3540 | 3394 | 3477 | 3530 |
| Starting in 1962: Population without duplicates |      |      |      |      |      |      |      |